# Крёстный отец 3
«Крёстный оте́ц 3» (англ. The Godfather Part III) — американский криминальный драматический фильм 1990 года, режиссёра и продюсера Фрэнсиса Форда Копполы по сценарию, написанному в соавторстве с Марио Пьюзо. В главных ролях Аль Пачино, Дайан Китон, Талия Шайр, Энди Гарсиа, Илай Уоллак, Джо Мантенья, Бриджит Фонда, Джордж Хэмилтон и София Коппола. Это третий и заключительный фильм трилогии «Крёстный отец» и продолжение фильмов «Крёстный отец» и «Крёстный отец 2». Он завершает историю Майкла Корлеоне, патриарха семьи Корлеоне, который пытается легализовать свою преступную империю. 
Название Копполы и Пьюзо было «Смерть Майкла Корлеоне», которое Paramount Pictures отвергла; Коппола считает серию дилогией, в то время как третий фильм служит эпилогом.
Фильм был выпущен компанией Paramount, которая также выпускала два предыдущих фильма. Премьера состоялась 20 декабря 1990 года в Беверли-Хиллз и 25 декабря в США на Рождество. Фильм получил в целом смешанные отзывы. Критики высоко оценили выступления Пачино и Гарсии, съёмку, монтаж, производственный дизайн и режиссуру Копполы, но раскритиковали сюжет и игру Софии Копполы. Он собрал 136,8 миллиона долларов и был номинирован на семь премий «Оскар», включая лучший фильм. В декабре 2020 года была выпущена обновлённая версия фильма под названием «Крёстный отец. Эпилог: Смерть Майкла Корлеоне», приуроченная к 30-летию оригинальной версии.

## Сюжет
Прошло двадцать лет после событий, описанных в предыдущей картине. Майкл Корлеоне пытается перейти в легальный бизнес.
В 1979 году он переезжает в Нью-Йорк, оставив детей на воспитание Кей Адамс. Занимаясь благотворительностью, он заслужил награду от папы римского. На вручение этой награды он приглашает своих детей и жену, которую давно не видел. Его единственный сын Тони Корлеоне не желает учиться на юриста и хочет стать артистом. Своё решение он принял под влиянием матери, рассказавшей об убийстве Фредо Корлеоне по приказу Майкла.
Конни, сестра Майкла, тоже озабочена проблемой отсутствия достойного преемника. Конни приглашает на торжество Винсента Манчини, внебрачного сына Сантино Корлеоне. Майкл разбирает ссору Винсента и мафиозо Джоуи Зазы, который ныне управляет бывшим бизнесом Корлеоне в Нью-Йорке. Заза, более опытный в неформальных правилах итальянских семей, выставляет Винсента неправым и получает формальную поддержку Майкла. Майкл призывает Винсента помириться с Заза. Винсент обнимается с Зазой, но в этот момент Заза называет его ублюдком. Разгневанный Винсент кусает Зазу за ухо. После ухода Зазы Винсент говорит, что Корлеоне мешает Заза подняться выше в Комиссии (организации мафии). Майкл приближает Винсента к себе, надеясь подготовить из него преемника. В качестве символического жеста Майкл настаивает, чтобы Винсент сфотографировался в кругу семьи Корлеоне.
Двое убийц врываются в квартиру, где Винсент проводит ночь с журналисткой Грейс Гамильтон. Винсент разоружает и хладнокровно убивает одного из бандитов. Второй бандит в шоке рассказывает, что их прислал Джоуи Заза. Винсент тотчас убивает второго нападавшего.
Майкл устраивает Эндрю, старшего сына покойного Тома Хейгена, в Ватикан, пользуясь протекцией архиепископа Гилдея, которому в распоряжение были переданы 100 млн долларов в помощь беднякам Сицилии. Гилдей руководит банком Ватикана, но из-за своей некомпетентности допустил растрату 769 млн долларов. Майкл предлагает банкиру 600 млн долларов в обмен на контрольный пакет акций компании «Иммобилиаре Инт.», владея которым он сможет окончательно обелить своё прошлое и станет одним из богатейших людей в мире. Тем не менее сделка оказывается на грани срыва из-за болезни папы римского и противодействия контролирующих корпорацию итальянских акционеров во главе с Луккези.
Дон Альтобелло, старый друг семьи Корлеоне, вызывается быть посредником между другими итальянскими семьями и доном Корлеоне. Майкл собирает совещание семей в Атлантик-Сити. На совете Майкл заявляет, что он выходит из общего дела, продаёт казино и выплачивает щедрые суммы своим бывшим компаньонам. Многие довольны и приятно удивлены, но Джоуи Заза, который не получил ничего, открыто высказывает своё недовольство, называет дона Корлеоне своим врагом и покидает зал совещаний. Дон Альтобелло умоляет Майкла дать ему поговорить с Зазой, выходит вслед ним. Представители изъявляют желание участвовать в сделке с «Иммобилиаре Инт.», чтобы «отмыть деньги в святой воде». Слышится странный шум. Винсент догадывается что это налёт. Автоматчик с подлетевшего вертолёта поливает очередями собравшихся. Злоумышленники закрывают двери, но Винсент, прикрывая телом дядю, хладнокровно выгадывает время и с помощью Нери выводит Майкла из здания. 
Майкл решает, что недалёкому Зазе не под силу организовать такое покушение. У него начинается тяжёлый приступ диабета. В момент озарения Корлеоне понимает, что за покушением стоял дон Альтобелло. Его увозят в больницу. Оставшись без своего руководителя, семья снова, как и в первом фильме, вынуждена действовать в критической ситуации без дона. Как в своё время Майкл, Винсент берёт инициативу на себя. Его люди устраивают переполох на празднике в квартале Джоуи Зазы. Тот спасается бегством, однако Винсент, под личиной конного полицейского, догоняет и расстреливает Зазу. Пришедший в себя Майкл на встрече с Альтобелло принимает приглашение приехать на Сицилию. На Сицилии Майкл встречается с давним другом семьи Корлеоне — доном Томмазино, который указывает на вероятного виновника бойни в Атлантик-Сити — дона Луккези — и советует обратиться к кардиналу Ламберто.
У Мэри и Винсента начинается роман. Майкл Корлеоне поручает Винсенту обратиться к Альтобелло. На встрече Винсент сообщает, что желает соединиться с Мэри и просит дона Альтобелло о помощи. План Майкла удаётся — Альтобелло представляет Винсента дону Луккези, заговор подтвердился.
На встрече с кардиналом Ламберто Майкл рассказывает ему о махинациях в банке Ватикана, предательстве Гилдея и банкира Кайнцига. Ламберто предлагает Майклу исповедаться и, даже узнав об убийстве Фредо, отпускает ему грехи. Вся семья собирается на Сицилии, туда же приезжает Кей Адамс, Майкл просит у неё прощения. Умирает папа римский, кардинал Ламберто избирается новым понтификом. Новый папа Иоанн Павел I энергично наводит порядок, раскрывается финансовая махинация архиепископа Гилдея и дона Луккези.
Дон Альтобелло нанимает своего старого знакомого — убийцу-профессионала Моску (про которого говорят, что он «никогда не промахивается»). Во время поездки по загородной дороге дон Томмазино останавливается, чтобы подвезти священника, но узнаёт в нём Моску. Проницательный Томмазино догадывается, что Моска затеял новое злодейство, однако убийца тут же расстреливает престарелого дона. Люди Томмазино жаждут мести, Винсент требует от Майкла отдать приказ, Майкл отвечает положительно и одновременно передаёт ему власть. Взамен он требует от Винсента разорвать отношения с его дочерью Мэри. Винсент соглашается. Новый крёстный отец дон Винченцо Корлеоне принимает своих приближённых.
Развязка наступает на представлении в оперном театре, где главную роль исполняет Тони Корлеоне. Майкл узнаёт о завершении сделки с «Иммобилиаре Инт.», однако новый понтифик той же ночью отравлен заговорщиками. Винсент разрывает отношения с Мэри. Конни Корлеоне дарит своему крёстному отцу, дону Альтобелло, отравленные канноли. По приказу Винсента к архиепископу Гилдею, дону Луккези и банкиру Кайнцигу приходят люди с «посланием» от Майкла Корлеоне. Моска пытается застрелить Майкла в опере, но ему мешает охрана. Уничтожив троих охранников, профессионал меняет план и подстерегает Майкла на выходе из театра. Одна из его пуль ранит Майкла, но другая попадает в Мэри, которая умирает на глазах обезумевшего от горя отца. Винсент убивает Моску.
Спустя много лет престарелый Майкл Корлеоне, сидя во дворе своего дома на Сицилии, вспоминает дочь и обеих жён. Умирая, он роняет из рук апельсин — символ смерти в этой кинотрилогии.

## В ролях
| Актёр             | Роль                                                  |
| ----------------- | ----------------------------------------------------- |
| Аль Пачино        | дон Майкл Корлеоне                                    |
| Энди Гарсиа       | Винсент Сантино (Винченцо) «Винни» Манчини (Корлеоне) |
| Дайан Китон       | Кэтрин (Кей) Адамс-Корлеоне (бывшая жена Майкла)      |
| Талия Шайр        | Констанция (Конни) Корлеоне (сестра Майкла)           |
| София Коппола     | Мэри Корлеоне (дочь Майкла)                           |
| Фрэнк Д’Амброссио | Энтони Вито (Тони) Корлеоне (сын Майкла)              |
| Джо Мантенья      | Джоуи Заза                                            |
| Илай Уоллак       | дон Освальдо (Оззи) Альтобелло                        |
| Донал Донелли     | архиепископ Гилдей                                    |
| Энцо Робутти      | дон Лицио Луккези                                     |
| Раф Валлоне       | кардинал Ламберто                                     |
| Хельмут Бергер    | Фредерик Кайнциг                                      |
| Бриджит Фонда     | Грейс Гамильтон                                       |
| Ричард Брайт      | Альберт (Аль) Нери                                    |
| Франко Читти      | Кало                                                  |
| Джордж Хэмилтон   | Б. Джей Харрисон                                      |
| Аль Мартино       | Джонни Фонтейн                                        |
| Марино Мазе       | Лупо                                                  |
| Джиа Коппола      | внучка Конни Корлеоне (в титрах не указана)           |

## Производство

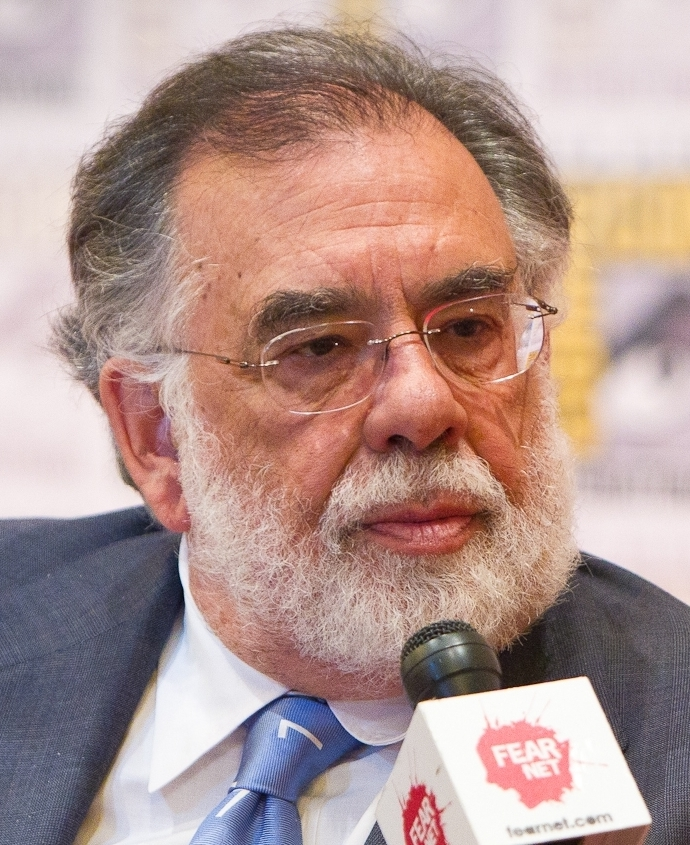
Френсис Форд Коппола (на фото 2011 году), режиссёр фильма.

Коппола чувствовал, что первые два фильма рассказали полную сагу о Корлеоне. Он намеревался сделать третью часть эпилогом к первым двум фильмам. Тяжкая финансовая ситуация, первоначально вызванная провалом фильма «От всего сердца» (1982), заставила его принять предложение Paramount сделать третью часть. Коппола и Пьюзо предпочли название «Смерть Майкла Корлеоне», но Paramount Pictures сочла это неприемлемым.
Аль Пачино, Дайан Китон и Талия Шайр повторили свои роли из первых двух фильмов. Согласно аудиокомментарию Копполы к фильму в издании «The Godfather DVD Collection», Роберт Дюваль отказался принять участие, если ему не будет выплачена зарплата, сопоставимая с зарплатой Пачино. В 2004 году в программе CBS «60 минут» Дюваль сказал: «Если бы они заплатили Пачино в два раза больше, чем заплатили мне, это нормально, но не три или четыре раза, что они и сделали». Когда Дюваль выбыл, Коппола переписал сценарий, чтобы изобразить Тома Хейгена, умершего до начала истории, и создал персонажа Б. Дж. Харрисон, которого играет Джордж Хэмилтон, заменив Хейгена. Коппола заявил, что для него фильм кажется неполным «без участия [Роберта] Дюваля». По словам Копполы, если бы Дюваль согласился принять участие в фильме, Хейген был бы активно вовлечён в управление благотворительными организациями Корлеоне. Дюваль подтвердил в интервью 2010 года, что никогда не сожалел о решении отказаться от своей роли.
Первый черновик сценария был написан Дином Риснером в 1979 году на основе рассказа Марио Пьюзо. Этот сценарий был сосредоточен на сыне Майкла Корлеоне, Энтони, военно-морском офицере, работающем в ЦРУ, и участии семьи Корлеоне в заговоре с целью убийства центральноамериканского диктатора. Почти ни один из элементов этого раннего сценария не перенесён в финальную версию фильма, но одна сцена из фильма, в которой двое мужчин врываются в дом Винсента, существует в черновике Риснера и почти не изменилась.
Первоначально на роль Мэри была выбрана Джулия Робертс, но отказалась от неё из-за конфликтов в расписании. Мадонна также хотела сыграть эту роль, но Коппола чувствовал, что она слишком стара для этой роли. Ребекка Шеффер была назначена на прослушивание, но была убита одержимым фанатом. Вайнона Райдер выбыла из фильма в последнюю минуту из-за неврастении. В конечном счёте, роль дочери Майкла Корлеоне получила София Коппола, дочь режиссера. Её широко критикуемое выступление привело к тому, что её отца обвинили в непотизме, что Коппола отрицает в комментарии, утверждая, что, по его мнению, критики, «начиная со статьи в Vanity Fair», «используя [мою] дочь, чтобы напасть на меня», что он находит ироничным в свете развязки фильма, когда Мэри платит самую высокую цену за грехи своего отца.
В детстве София Коппола сыграла племянника Майкла Корлеоне в первом фильме во время кульминационного монтажа крещения/убийства в конце фильма (София Коппола также появилась во втором фильме, будучи маленьким ребенком-иммигрантом в сцене, где девятилетний Вито Корлеоне пребывает на пароходе на остров «Эллис»). Персонажа сестры Майкла Конни играет сестра Фрэнсиса Форда Копполы, Талия Шир. Среди других родственников Копполы с камео в фильме были мать режиссера, отец (который написал и дирижировал большей часть музыки в фильме), дядя и внучка Джиа.
Основные съёмки должны были начаться 15 ноября 1989 года, но дата начала была перенесена на 27 ноября. Съёмки продолжались на протяжении большей части 1990 года.

## Музыка
Саундтрек к фильму получил номинацию на премию «Золотой глобус» за лучшую музыку. Любовная тема фильма «Promise Me You’ll Remember (Love Theme from The Godfather Part III)», спетая Гарри Конником-младшим, получила номинации на премию «Оскар» и «Золотой глобус» за лучшую песню.
Эл Мартино, который сыграл Джонни Фонтана, поёт песню «To Each His Own».

## Альтернативные версии

### The Godfather Part III: Final Director’s Cut (1991)
Для выпуска на видео Коппола перемонтажировал его, добавив 9 минут удалённых сцен продолжительностью 170 минут. Эта версия была первоначально выпущена на VHS и Laserdisc и рекламировалась как «Final Director’s Cut». Это была единственная версия фильма, доступная на домашнем видео до 2020 года. Оригинальная театральная версия была выпущена на домашнем видео в 2022 году, исключительно в рамках издания «The Godfather Trilogy 4K Boxset».

### The Godfather Coda: The Death of Michael Corleone
4 декабря 2020 года к 30-летию фильма была выпущена сокращенная версия фильма под названием «The Godfather Coda: The Death of Michael Corleone» в ограниченном прокате, а затем вышла в цифровом формате и Blu-ray 8 декабря. Эта версия включает в себя изменения как в начале, так и в конце фильма, а также некоторые перемонтированные сцены и музыкальные композиции. Общая длительность этой версии составляет 158 минут.
Коппола сказал, что версия 2020 года — это та, которую он и Пьюзо первоначально предполагали, и что она «оправдает» его статус в трилогии «Крёстный отец», а также в исполнении его дочери Софии. И Пачино, и Китон одобрили новую версию фильма, отметив его как улучшение по сравнению с оригинальной версией.

## Реакция и наследие

### Кассовые сборы
Фильм заработал 66,7 миллионов долларов в США и Канаде и 70,1 миллионов долларов на других территориях, что составляет в общей сложности 136,8 миллионов долларов при бюджете в 54 миллионов.
Фильм вышел в 1 901 кинотеатре и собрал 19,6 миллиона долларов в первые выходные, заняв второе место после «Одного дома». Он принёс в общей сложности 6 миллионов долларов на Рождество, что было самым высоким показателем в то время. В течение семи лет фильм удерживал этот рекорд до 1997 года, когда его превзошел «Титаник» . Во второй уик-энд он заработал 8,3 миллиона долларов, заняв третье место.
После выхода новой версии в декабре 2020 года она заработала 52 000 долларов в 179 кинотеатрах. В общей сложности фильм заработал 95 000 долларов внутри США и 71 000 долларов на четырёх международных рынках.

### Критика

#### Оригинальная версия (1990)

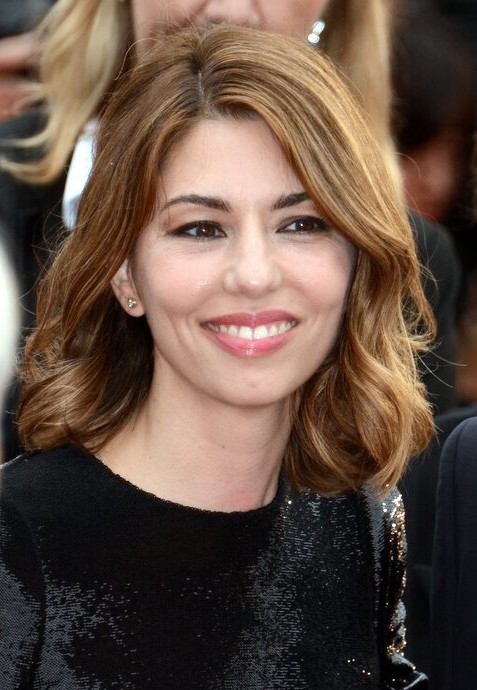
София Коппола в 2013 году; её выступление в фильме было негативно воспринято критиками.

Общая критика была сосредоточена на актёрской игре Софии Копполы, запутанном сюжете и неадекватности фильма как «автономной» истории. На «Rotten Tomatoes» фильм имеет рейтинг 67 % на основе 67 отзывов со средней оценкой 6,40/10. Консенсус сайта гласит: «Заключительная часть саги „Крёстный отец“ напоминает о силе своих предшественников, когда это строго бизнес, но ошеломляющие выступления и запутанная тональность приводят к меньшему завершению истории Корлеоне». «Metacritic» присвоил фильму среднюю оценку 60 из 100, основанную на 19 отзывах, что указывает на «смешанные или средние отзывы». Зрители в день выхода, опрошенные «CinemaScore», дали фильму среднюю оценку «B+» по шкале от «A+» до «F».
В своей рецензии Роджер Эберт заявил, что «даже невозможно понять этот фильм, не зная первых двух». Тем не менее, Эберт написал восторженный обзор, присудив фильму три с половиной, лучший рейтинг, чем он первоначально дал второму фильму (в своей переоценке 2008 года он дал второму фильму 4 звезды и включил его в свой список великих фильмов). Он также защищал кастинг Софии Копполы, которая, по его мнению, не была неправильной, заявив: «Нет способа предсказать, какую игру Фрэнсис Форд Коппола мог бы получить от Вайноны Райдер, опытной и талантливой молодой актрисы, которая изначально должна была сыграть эту роль. Но я думаю, что София Коппола приносит своё собственное качество Мэри Корлеоне. Определённая первоначальная уязвимость и простота, которые, по моему мнению, подходят и подходят для этой роли».
Коллега Эберта, Джин Сискел, также высоко оценил фильм и поставил его на десятое место в своем списке десяти лучших фильмов 1990 года. Сискел признался, что концовка была самой слабой частью фильма, сославшись на грим Аля Пачино как на очень плохой. Он также сказал: «[Еще одна] проблема — это кастинг Софии Копполы, которая здесь не входит в актёрскую лигу. Она должна быть возлюбленной Энди Гарсии, но никакие искры не летают. Он больше похож на её няню». В ответ на защиту Эбертом Копполы Сискел сказал: «Я знаю, что вы говорите о том, что она своего рода естественная, а не полированная бомба, и это было бы неправильно. На фотографии есть один фотограф, который заботится об этой роли, но в то же время я не думаю, что это объясняет, почему [Винсент] действительно приходит к ней, если только этот парень не самый продажный, жаждущий парень, но посмотрите, с кем он играет. Он играет с дочерью крёстного отца».
Леонард Малтин, дав фильму три звезды из четырёх, заявил, что он «мастерски рассказан», но кастинг Софии Копполы был «почти фатальным недостатком». Джеймс Берардинелли дал фильму положительный отзыв, присудив ему три с половиной звезды. Джон Саймон из National Review описал фильм как «утомительную попытку ввергнуть старого бегемота в действие».

#### Новая версия (2020)
На «Rotten Tomatoes» новая версия фильма имеет рейтинг 86% на основе 57 отзывов со средней оценкой 7,50/10. Консенсус сайта гласит: «Крестный отец, Эпилог: Смерть Майкла Корлеоне возвращает аудиторию в эпическую гангстерскую сагу Фрэнсиса Форда Копполы со свежей — хотя и слегка — отредактированной версией её окончательной части». На «Metacritic» фильму был присвоен средневзвешенный балл 76 из 100 на основе 14 отзывов, что указывает на «в целом благоприятные отзывы».
Питер Брэдшоу, пишущий для «The Guardian», дал фильму три звезды из пяти и заявил: «Я не уверен, сколько, если вообще, повторный монтаж Копполы делает для фильма, но это стоит посмотреть». Оуэн Глейберман из «Variety» заявил: «Вот новости и такой простой скандал: это тот же чёртов фильм. Я не преувеличиваю; это действительно так. Одно впечатляющее изменение — это новая начальная сцена». В статье для «IndieWire» Дэвид Эрлих сказал: «Но когда было объявлено, что [Коппола] неизбежно собрал новую часть своего самого известного дела и переименовал её с названием, которое он всегда хотел для фильма… он не пытался сделать её «лучше», так как пытался изменить её место в истории и переосмыслить картину как не в третью часть ошибочной трилогии, чем постскриптум легендарной диады».

### Награды и номинации
Номинации
7 номинаций на премию «Оскар» в категориях:
- Лучший фильм
- Лучший режиссёр (Фрэнсис Форд Коппола)
- Лучшая мужская роль второго плана (Энди Гарсия)
- Лучшая песня к фильму (Promise Me You’ll Remember)
- Лучшая операторская работа (Гордон Уиллис)
- Лучший монтаж (Бэрри Малкин, Лиза Фручтман, Уолтер Мёрч)
- Лучшая работа художника-постановщика, художника по декорациям (Дин Тавуларис — постановщик, Гари Феттис — декоратор)

## Отменённое продолжение
После реакции на третью часть Коппола заявил, что обсуждалась идея четвёртого фильма, но Марио Пьюзо умер до того, как они смогли его написать. Возможный сценарий, рассказанный в аналогичном повествовании ко второму фильму, включал бы в себя Де Ниро, повторившего роль молодого Вито Корлеоне в 1930-х годах; Леонардо Ди Каприо должен был сыграть молодого Сонни Корлеоне, получающего политическую власть семьи Корлеоне; Гарсия в роли Винсента Корлеоне в 1980-х годах, управляя семейным бизнесом в течение десяти лет разрушительной войны, преследуемым смертью своей двоюродной сестры Мэри и в конечном итоге теряя уважение и власть семьи. С тех пор Гарсия заявил, что сценарий фильма был почти сделан.
Часть возможного продолжения Пьюзо, посвященная семье Корлеоне в начале 1930-х годов, в конечном итоге была расширена до романа Эдварда Фалко и выпущена в 2012 году под названием «Семья Корлеоне». Paramount подала в суд на наследников Пьюзо, чтобы предотвратить публикацию романа, что вызвало встречный иск со стороны части наследников, заявивших о нарушении контракта. Студия и наследники впоследствии урегулировали иски, разрешив публикацию книги, но студия сохранила права на возможные будущие фильмы.